# Graça (Pedrógão Grande)
Graça is een plaats (freguesia) in de Portugese gemeente Pedrógão Grande en telt 908 inwoners (2001).